# Cinquecento
Cinquecento ([tʃinkweˈtʃɛnto], olaszul:  a. m. ötszáz) az itáliai reneszánsz művészet kb. 1500 és 1530 közötti korszakának megnevezése Giorgio Vasari nyomán; stílustörténeti korszak, mégpedig az, amelyiket Heinrich Wölfflin óta „A klasszikusként” említenek. Tágabb értelemben véve használatát az egész 16. századra kiterjesztik. Főként a festészetet illetik ezzel a megnevezéssel, míg az építészetre nehezebben alkalmazható. Főleg közép-itáliai területekre, Firenze és Róma művészeire vonatkoztatják (Velencére például kevésbé).
A szűkebb értelemben vett cinquecento Leonardo da Vinci művészetével kezdődik. Leonardo nyomán terjedt el a sfumato és a chiaroscuro, a cinqucento stílusának legfontosabb ismertetői. A cinquecento művészei között három nagy óriást tartanak számon: Leonardo, Raffaello és Michelangelo; de rajtuk kívül számos mester is működött ebben az időben, mint Sebastiano del Piombo, Andrea del Sarto, Luca Signorelli, Girolamo Romanino.
A cinquecento művészet központja Róma. A fő mecénások a pápák: II. Gyula, X. Leó és VII. Kelemen. Róma légköre azonban nem volt minden művész számára megfelelő, ehhez kapcsolódik André Chastel egy kisebb kutatása a reneszánsz miliőelméletéről. Sok művész származott el az Örök Városból, de ők már nem a reneszánsz harmonikus világát terjesztették, hanem a korai manierizmusét.

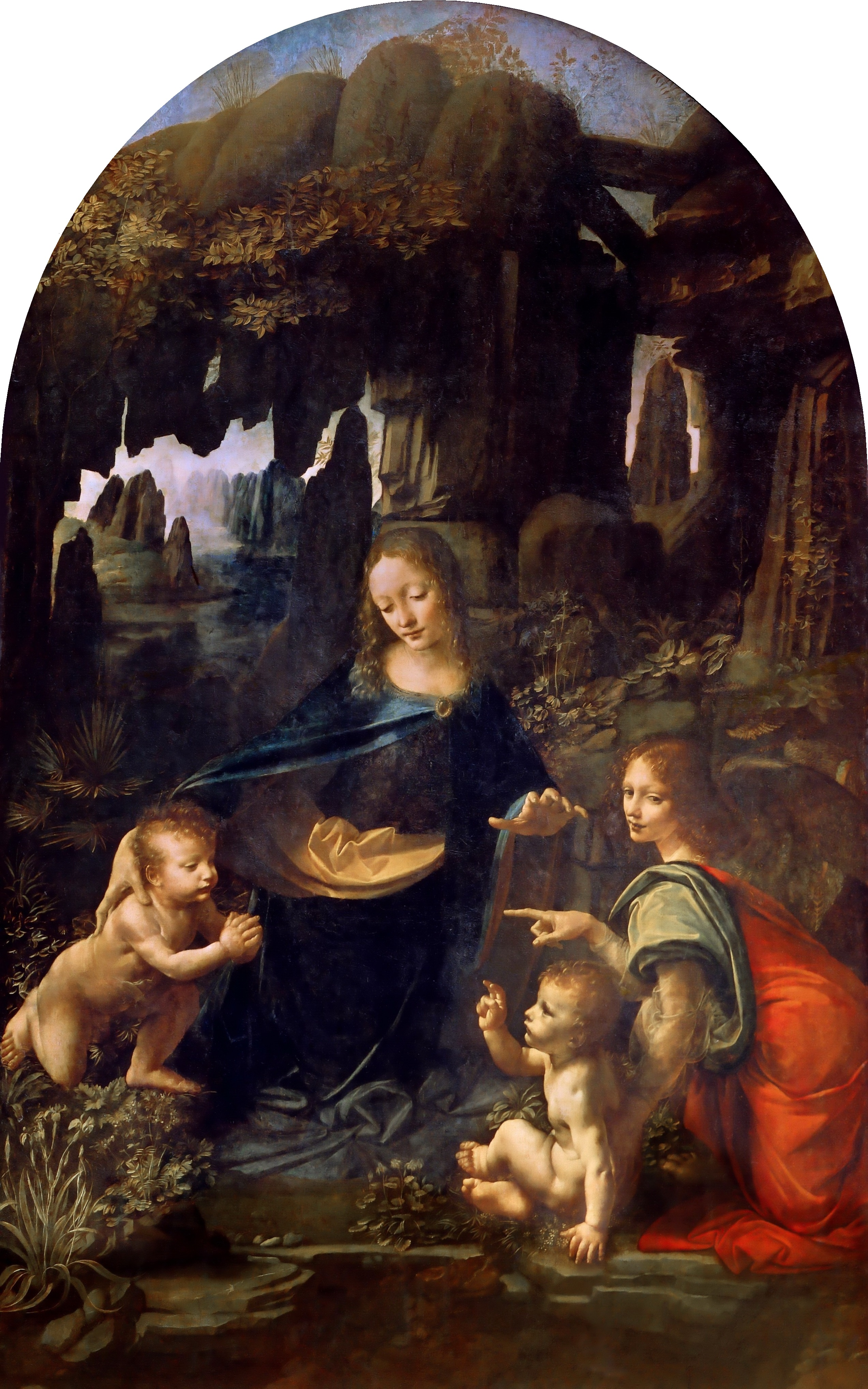
Leonardo da Vinci: Sziklás Madonna (1483; Louvre)

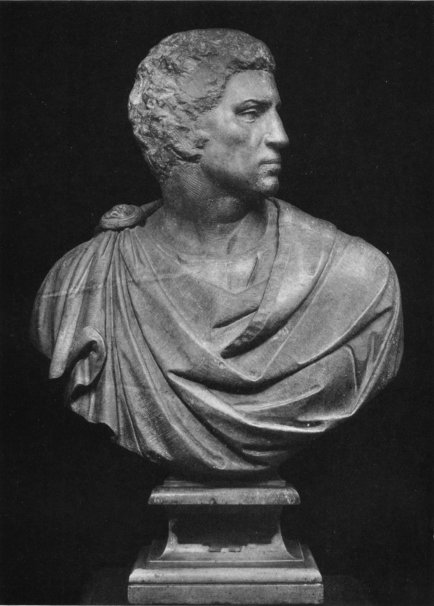
Michelangelo Buonarroti: Brutus portrészobra

## A cinquecento művészei
- Leonardo da Vinci
- Raffaello Sanzio
- Michelangelo Buonarroti
- Sebastiano del Piombo
- Luca Signorelli
- Bernardino Luini
- Andrea del Sarto
- Andrea Palladio
- Gianpietrino
- Donato Bramante

Ha a velenceieket is ide értjük:
- Giorgione
- Jacopo Tintoretto
- Tiziano Vecellio
- Lorenzo Lotto
- Paolo Veronese

## Cinquecento építészet
Az érett reneszánsz építészete. Társadalmi hátteréről: a folytonos hadakozások (olaszok és franciák, Borgiák és Mediciek egymás ellen) nagy vagyonok felhalmozását tették lehetővé. A mecenatúra ennélfogva óriási volt mind az egyháztól, mind magánkezektől, különösen, hogy a pápák ez idő tájt inkább államférifaknak tekintették magukat, mint egyházfőnek.
Az építészet a gótika után nem tudott újabb konstrukciókat kitalálni, ezért már meglévő, antik formákhoz folyamodtak. Itt először jelenik meg a homlokzat mint probléma. Ennek megoldására csakis díszítő felületeket lehetett alkalmazni, s ez már a manierizmushoz illetve a barokkhoz vitt előre.
A korszak legnagyobb vállalkozása a római Szent Péter-bazilika újjáépítése. A templomon Donato Bramante dolgozott haláláig, a munkálatokat Michelangelo vette át, ő építette a ma is látható kupolát.
Andrea Palladio művészetét inkább a manierizmussal szokás tárgyalni, vagy a késő reneszánsszal.

## A cinquecento vége
A korszak végét Róma 1527-es feldúlásával is meg lehet jelölni, ez volt a hírhedt Sacco di Roma. Az egész századot nézve azonban a lezáró pont inkább a római Il Gesù építése, az első kimondottan barokk templomé.